# Kórós
Kórós (horvátul: Korša) község a Dél-Dunántúlon, Baranya vármegyében, a Sellyei járásban.

## Fekvése
Kórós Baranya vármegye Dráva-melléki részén, az Ormánságban helyezkedik el. Közvetlen szomszédai: észak felől Hegyszentmárton, kelet felől Rádfalva, délkelet felől Drávapiski, délnyugat felől Adorjás, nyugat felől pedig Páprád.
Kórós vidéke régebben vizekben gazdag, eredetileg lápos, mocsaras terület volt, amit sűrű erdők borítottak. Ezt az állapotot mutatják az 1785-ös katonai felmérés térképei is. Az utak az ingoványos helyeken cölöpökkel erősített földsáncokon vezettek át. A természeti környezet, a Dráva és a Fekete-víz 1841 és 1896 között végbement szabályozásával jelentősen átalakult. Az egykori vízi világra ma is emlékeztet sok helyi dűlőnév (például erdő-, berek-, láz-, irtás-, sziget-, tó- és mocsila-szóösszetételek). A vidék legjellemzőbb fái a kőrisek lehettek, de gyakori volt még a fűz, az éger, a nyárfa, a mocsári tölgy, a bükk és a vadalma is.

### Megközelítése
Csak közúton érhető el, Adorjáson keresztül, a Harkány-Sellye-Darány közti 5804-es útról letérve, az 58 128-as számú mellékúton, vagy Rádfalván keresztül egy szilárd burkolatú, de nem túl jó minőségű önkormányzati úton.

## Településszerkezet
Kórós egy kelet-nyugati irányú főutcából áll, melynek házsorai közrefogják a középen álló templomot. A templom körüli tágas rét vagy kaszáló neve Kottya. A főutcához (jelenlegi neve Kossuth Lajos utca) két bekötőút menti rövid házsor csatlakozik (Petőfi Sándor és Rákóczi Ferenc utca). A kutatók ezt a formát orsós falunak nevezik.

## Vizei
Kórós területét átszeli a Pécsi-víz, az Egerszegi-csatorna és a Kémesi-árok. Sok ormánsági falu települt nedves rétek, kisebb nádas tavak köré.

## Neve
A falu neve a forrásokban legalább négyféle változatban szerepel: Koros, Kórós, Kóros és Kőrös. A nyelvtudomány álláspontja szerint a Kórós név a kóró szóból származik. A népi etimológia szerint Kőrösből azért lett Kórós, mert a 19. századi lecsapolások következtében a kiszáradt tavak földjét ellepte a sok száraz kóró. A névalak valójában sokkal régebbi és eredetileg a mocsári erdők valamely elterjedt növényére utalhatott. A falu határában ma is létezik Kórós cser és Kóróscseralja nevű határrész.

## Története
Kórós és környéke már az őskortól folyamatosan lakott hely volt, a környéken talált leletek  tanúsága szerint.
Nevét az oklevelek 1341-ben említik először Villa Korus néven, a Zalai oklevéltár adatai szerint, majd 1444-ben Poss Karos néven említik a pozsonyi káptalan egyik oklevelében.
1478-ban is említi egy oklevél Koros néven, ekkor a siklósi várhoz tartozott, és valószínűleg a siklósi vár (vár)jobbágyai lakták.
Siklós várának török kézre kerülése (1543) után kettős adóztatás alá került. A török időkből nem maradt fenn sok adat, valószínűleg  nem néptelenedett el teljesen a falu.
Az 1848-49-es forradalomban és szabadságharcban azonban a fennmaradt adatok szerint több Kórósra való lakos is részt vett a Mészáros Albert vezette szabadcsapatban.
Az Ormánság szélén fekvő pici falu különlegessége az 1793-ban épült fakazettás mennyezetű késő barokk stílusú református temploma.

## Közélete

### Polgármesterei
- 1990–1994: Horváth Sándor (független)[4]
- 1994–1998: Horváth Sándor (független)[5]
- 1998–2002: Horváth Sándor (független)[6]
- 2002–2006: Rózsási János (független)[7]
- 2006–2010: Rózsási János (független)[8]
- 2010–2014: Id. Bogdán László (független)[9]
- 2014–2019: Gotthár László (független)[10]
- 2019–2024: Gotthár László (független)[11]
- 2024– : Gotthár László (független)[1]

## Népesség
A település népességének változása:
| Lakosok száma | 220  | 217  | 224  | 201  | 176  | 176  | 171  | 163  |
|               | 2013 | 2014 | 2015 | 2019 | 2021 | 2022 | 2023 | 2024 |

A 2011-es népszámlálás során a lakosok 99,1%-a magyarnak, 10,2% cigánynak, 0,4% horvátnak, 0,4% németnek mondta magát (0,4% nem nyilatkozott; a kettős identitások miatt a végösszeg nagyobb lehet 100%-nál). A vallási megoszlás a következő volt: római katolikus 65,5%, református 10,2%, görögkatolikus 0,4%, felekezeten kívüli 14,6% (9,3% nem nyilatkozott).
2022-ben a lakosság 89,8%-a vallotta magát magyarnak, 4,5% cigánynak, 1,1% németnek (10,2% nem nyilatkozott; a kettős identitások miatt a végösszeg nagyobb lehet 100%-nál). Vallásuk szerint 53,4% volt római katolikus, 5,1% református, 1,1% görög katolikus, 2,3% egyéb katolikus, 8% felekezeten kívüli (30,1% nem válaszolt).

## Nevezetességei
Festett kazettás mennyezetű református templom.
Itt született Döbröczöni Kálmán (1899–1966) festőművész.